# Verquin
Verquin ist eine französische Gemeinde mit 3452 Einwohnern (Stand: 1. Januar 2022) im Département Pas-de-Calais in der Region Hauts-de-France. Verquin gehört zum Arrondissement Béthune sowie zum Kanton Beuvry (bis 2015: Kanton Béthune-Sud) und ist Mitglied des Gemeindeverbandes Béthune-Bruay, Artois-Lys Romane.

## Geographie
Verquin ist eine banlieue im Süden von Béthune. Umgeben wird Verquin von den Nachbargemeinden Béthune im Norden, Verquigneul im Osten, Nœux-les-Mines im Süden sowie Vaudricourt im Westen.
Durch Verquin führt die A 26 (E 15).

## Bevölkerungsentwicklung
| 1962 | 1968 | 1975 | 1982 | 1990 | 1999 | 2006 | 2011 |
| ---- | ---- | ---- | ---- | ---- | ---- | ---- | ---- |
| 3696 | 3393 | 3242 | 3385 | 3453 | 3248 | 3201 | 3397 |

## Sehenswürdigkeiten

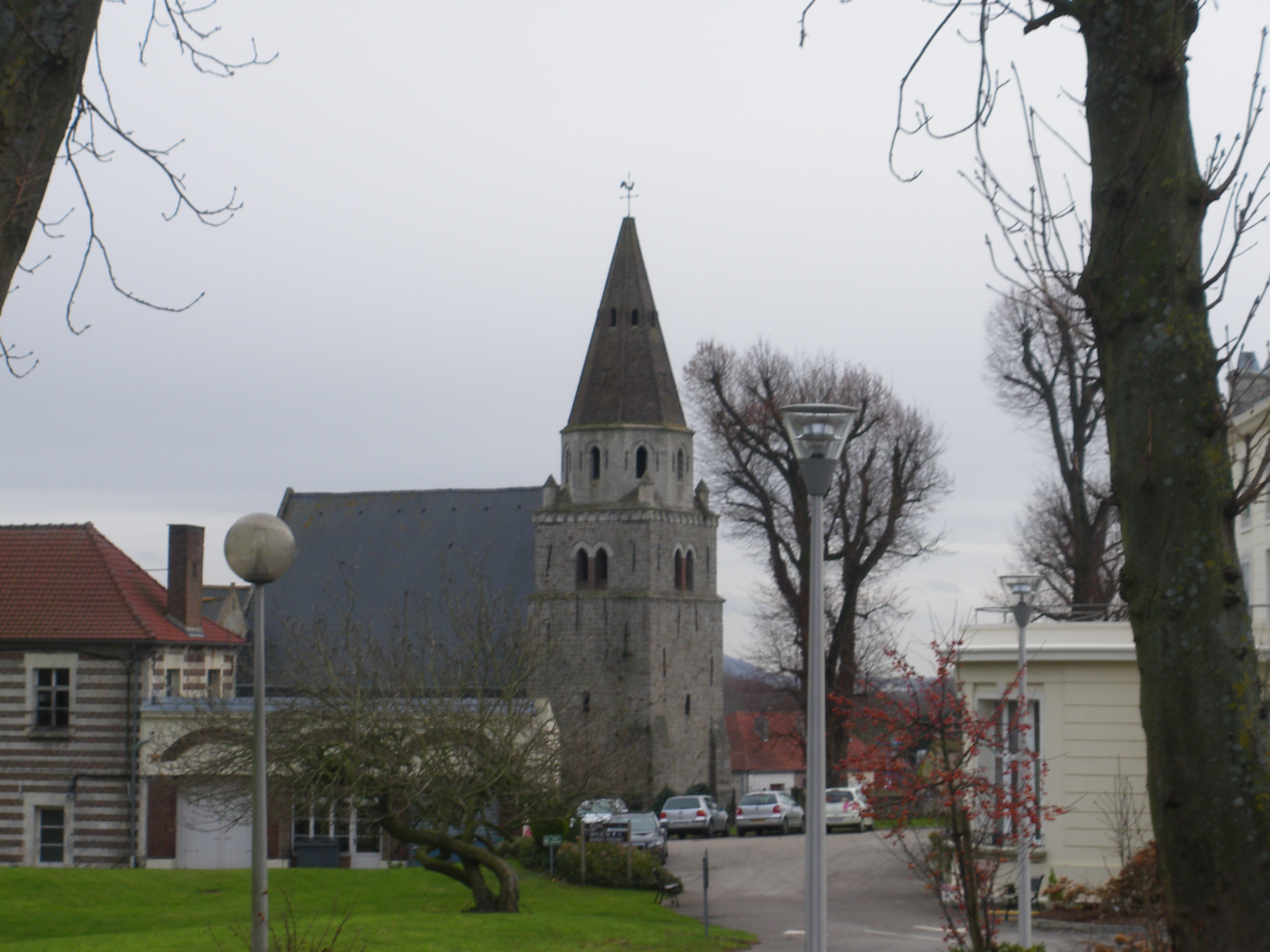
Kirche Saint-Amé

- Kirche Saint-Amé

## Gemeindepartnerschaft
Mit der polnischen Gemeinde Pawłowice in Schlesien besteht eine Partnerschaft.